# Antirhyacia
Antirhyacia là một chi bướm đêm thuộc họ Noctuidae.